# Español camba
El español camba es un dialecto del idioma español hablado en el norte, este y sudeste de Bolivia, particularmente en los departamentos de Beni, Pando y Santa Cruz. Este dialecto se puede subdividir en cuatro variaciones de acuerdo a regiones geográficas:
- Santa Cruz de la Sierra y región integrada.
- Valles del departamento de Santa Cruz.
- Chiquitanía.
- Departamento del Beni y departamento de Pando.

Estas variaciones regionales coinciden con la división política y administrativa del departamento de Santa Cruz cuando nació Bolivia en 1825: las provincias Cercado, Vallegrande, Chiquitos, Cordillera y Moxos (esta última repartida actualmente entre los departamentos de Beni y Pando).

## Historia
Probables etimologías de la palabra camba: el pueblo de Camba, que se encuentra ubicado en la Galicia, por lo que vocablo camba no proviene del castellano, sino del gallego, idioma propio de aquella región española. En todo caso, los guaraníes usan la palabra cambá o camba para referirse a alguien “mestizo”. Algunos suponen que los guaraníes, bastante después de la conquista española, adoptaron tal adjetivo a partir de los esclavos africanos de habla Kimbundu, idioma africano en el cual la palabra “camba” significaría amigo.
El idioma español llegó a esta región con una pequeña parte de conquistadores de la corriente colonizadora del Río de la Plata, quienes venidos de Asunción y Buenos Aires, fundaron la ciudad de Santa Cruz de la Sierra en 1561. La mayoría de los primeros habitantes hablaba el castellano que se utilizaba en Extremadura, de donde provenía la mayoría de ellos. También hubo entre los primeros pobladores de esta ciudad judíos sefarditas conversos, portugueses, y algunos genoveses, y flamencos. Los colonizadores vinieron con indios y mestizos del Paraguay, en donde hablan guaraní, a la región cruceña en donde habitaban poblaciones arahuacos y guaraníes. 
Las modalidades del romance hablado en el sur de España al final del medievo (como el asturleonés extremeño), fue un poco la base del actual español camba, el cual se enriqueció con palabras de los idiomas nativos y otras lenguas extranjeras. 
Los idiomas nativos que más aportaron al vocabulario específico de esta variedad fueron, en orden de importancia, el chiquitano, chané, guaraní y quechua. Algunos de estos idiomas no eran hablados por los habitantes originarios de la región, pero los españoles adoptaron sus vocablos durante la conquista del Caribe, México y Perú. Cabe resaltar también que el español camba tiene similitudes con las así llamadas "hablas de las tierras bajas americanas" y en particular con aquellas que usan el voseo, como el español paraguayo y el riopletense.
Las poblaciones más antiguas como Santa Cruz de la Sierra, Vallegrande y Portachuelo fueron los centros desde donde partieron, a lo largo de casi cinco siglos, miles de familias que expandieron el dialecto al resto de la selva boliviana y los valles del departamento de Santa Cruz. Hoy en día, la gran mayoría de la población del departamento habla el español camba como dialecto materno.
En el departamento de Santa Cruz también existen otros idiomas principalmente hablados por inmigrantes recientes. Entre estos, los principales son el quechua, japonés, portugués, aimara, árabe y chino, y la mayoría de estos inmigrantes hablan también español. También existen algunas lenguas nativas de la región que sobreviven en bilingüismo con el español; estas son el chiquitano, guaraní, guarayo y ayoreo.

## Fonología y fonética
El español camba no presenta el asibilamiento fuerte de las vibrantes, ni el intenso ensordecimiento y pérdida de vocales que ocurren en el español andino
Con la /s/ posnuclear se da:
- Aspiración o eliminación ante consonante.
los perros [loh ˈpe.roh].
- Aspiración ante vocal preferentemente en frontera morfológica, esto es con el prefijo des, un artículo, un pronombre o un adjetivo
desaprobar [de.h-a.proˈβaɾ], los otros [loh‿ˈo.tɾoh], nosotros [no'ho.tɾoh].
- Aspiración o eliminación ante pausa
padrastros [paˈdɾah.tɾoh].
- Hay casos de rotacismo [cita requerida]
limosnero [li.mohˈne.ɾo].

Sin embargo, las /s/, en todos los otros casos (incluyendo entre vocales o al principio de la palabra) son siempre pronunciadas con claridad: soberano, simple, pensaba, Susana, verso, silbido, pensión.
Al igual que en casi toda España:
- La /d/ al final de las palabras no se pronuncia: claridá = claridad , bondá = bondad
- Las terminaciones en /ado/ se sustituye con /ao/: cansao = cansado

## Morfología
Mientras en el español andino el voseo solo existe en las formas de imperativo, en el español camba es casi general el paradigma completo, similar como el español rioplatense.
- Presente del indicativo: Vos sos, querés, tomás, tenés, comés, vivís, amás, temés, partís, etc.
- Presente del subjuntivo: Vos seás, querás, tomés, tengás, comás, vivás, amés, temás, partás, etc.
- Futuro del indicativo: Vos serás, querrás, tomarás, tendrás, comerás, vivirás, amarás, temerás, partirás, etc. En este caso, la conjugación es idéntica al pronombre tú.

El diminutivo  propio de la región es -ingo, y el superlativo es -ango. Por ejemplo: dulcecingo, riachuelingo, muchachango, buenango...
Los arcaísmos son muy comunes en el dialecto debido al aislamiento de la región, y se dan con mayor frecuencia en el español vallegrandino hablado en las zonas rurales de los valles cruceños. Algunos se siguen usando y son característicos del dialecto (helaí/helay = hedla ahí/hedlo ahí), y otros han entrado en desuso (la vide pasar = la vi pasar)

## Lexicografía
El español camba posee varias singularidades lexicales, muchas procedentes de su relativo aislamiento y otras de los substratos aborígenes (especialmente de la familia guaraní); tales palabras típicas se encuentran principalmente en la designación de plantas, animales, la gastronomía, los objetos de uso cotidiano.
Ejemplos de ello son:
- Tutuma: vasija de uso tradicional, a modo de taza o vaso, semejante al porongo rioplatense, hecho con los frutos de totumo.
- Saó: especie de paja realizada a partir de la palma Trithrinax schizophylla, con la cual se confeccionan los típicos sombreros alares de la región de tipo chambergo, aunque realizados con saó minuciosamente trenzada, que se caracterizan por su liviandad, su impermeabilidad, su capacidad de reflejar gran parte de la luz solar, y su ventilación que evita recalentamientos en la cabeza.
- Tiquiminiqui: palabra actualmente algo desusada, cuyo significado puede ser: Te has equivocado; Has quedado sorpendido; Algo te ha fallado y no salió como pensabas; o que alguien le hizo una pequeña broma a otro.
- Buri: Fiesta, lugar de fiesta;
- Cortejo/a: novio/a, pareja amorosa.
- Pahuichi: típica vivienda campestre semejante a un rancho, aunque con vanos más amplios y techumbre tradicionalmente realizada en palma llamada motacú. El pahuichi típico es un rancho con techo a dos aguas, cuyo techado es casi siempre realizado con la referida palma motacú, y consta de una habitación cerrada a la que muchas veces se añade una pieza bastante abierta denominada punilla, que sirve de comedor, cocina y lugar para dormir la siesta. Se atribuye su invención al mismísimo Ñuflo de Chaves, quien construyó su primera vivienda cerca de las riberas del entonces llamado río Sutós, y actualmente río Pahuichi. Debido a la parofonía suele llamársele también Tahuichi, aunque originalmente esa palabra alude a una especie de pájaro de la misma región. Cabe añadir que en menor medida existen pahuichis lujosos con dos “punillas”, y de dos plantas o pisos, e incluso, estos últimos, con balcón corrido.
- Curichi: nombre que se le da a los humedales.
- Arrecho/a: excitado/a sexualmente.
- Somó es una bebida refrescante basada  en el frangollo, típica del oriente boliviano.
- acopaibau  Dícese del individuo torpe.

## Variaciones regionales
En realidad las diferencias regionales son muy sutiles en comparación de otros dialectos, tomando en cuenta la enorme extensión que éste abarca. Además, hay una tendencia a la uniformización debido a las migraciones internas y el mejor acceso a vías de comunicación.

### Santa Cruz de la Sierra y región integrada
La ciudad de Santa Cruz de la Sierra, y su área integrada inmediatamente al norte, constituyen lo que otrora fue la provincia Cercado, y al ser la parte más urbana y con mayor flujo migratorio, integra aproximadamente a más de la mitad de las personas que hablan el español camba con todas sus variaciones regionales. La globalización, la constante migración de personas con otros dialectos o cuya lengua materna es otra, hacen que el habla regional se siga enriqueciendo, pero a que su vez vaya perdiendo muchos arcaísmos y palabras relacionadas con el pasado agrícola rural. Este fenómeno también se da en otros centros urbanos de la región, y en las poblaciones sobre las principales vías de comunicación.

### Valles del departamento de Santa Cruz
En los valles del departamento de Santa Cruz, principalmente en las ciudades de Vallegrande, Pucará, Comarapa, Saipina, Postrervalle y Moro Moro, se mantienen muchos arcaísmos españoles y una rica contribución de vocablos guaraníes, quechuas y chanés. Muchas expresiones arcaicas que en el pasado eran comunes en la ciudad de Santa Cruz de la Sierra se han conservado en estos valles.
- Ejemplos de rezagos del español antiguo son expresiones como: yo truje mis bueyes  = yo traje mis bueyes.
- Aportes de lenguas nativas: guapurú (chané), achira (quechua).

### Chiquitanía
En la región de la Chiquitanía  la influencia del chiquitano es aún más obvia y evidente, además de algunas palabras del ayoreo y una mayor influencia del portugués (esto se nota en poblaciones como Puerto Suárez, San Ignacio de Velasco y San Matías). Hacia el norte, en la provincia Guarayos, el bilingüismo con el guarayo (de origen tupí-guaraní) produce un pronunciación levemente diferente, especialmente en las letras /l/ y /r/.

### Departamentos del Beni y Pando
Hacia el norte amazónico, el dialecto guarda mayor similitud al de Santa Cruz de la Sierra y la Chiquitanía, ya que de estas regiones partieron decenas de miles de migrantes que llevaron la forma de hablar a fines del siglo XIX. En los departamentos del Beni, Pando, y los llanos del extremo norte paceño, se nota también la presencia de palabras de un gran número de lenguas autóctonas que se presentan en todo el territorio, destacándose el aporte del mojeño, trinitario, baure, tacana, t'simanes, movima, además del portugués, el cual tiene una influencia preponderante en las ciudades benianas de Guayaramerín y Riberalta, además de la capital pandina, Cobija.